# Episodi de Le allegre avventure di Scooby-Doo e i suoi amici (prima stagione)
Lista degli episodi della prima stagione di Le allegre avventure di Scooby-Doo e i suoi amici.
| N° | N° | Titolo italiano                          | Titolo italiano della prima trasmissione | Titolo originale                     | Prima TV Italia | Prima TV originale |
| -- | -- | ---------------------------------------- | ---------------------------------------- | ------------------------------------ | --------------- | ------------------ |
| 1  | 1  | Incontro ravvicinato con uno strano tipo | Incontro ravvicinato con uno strano tipo | A Close Encounter with a Strange     | 10 maggio 1983  | 8 novembre 1980    |
| 1  | 2  | Il vampiro burlone                       | Il vampiro burlone                       | A Fit Night Out For Bats             | 10 maggio 1983  | 8 novembre 1980    |
| 1  | 3  | Il ristorante cinese                     | Il ristorante cinese                     | The Chinese Food Factory             | 10 maggio 1983  | 8 novembre 1980    |
| 2  | 4  | La magia nel deserto                     | Magia nel deserto                        | Scooby's Desert Dilemma              | 11 maggio 1983  | 15 novembre 1980   |
| 2  | 5  | Scooby contro l'Uomo Gatto               | Scooby contro l'Uomo Gatto               | The Old Cat and Mouse Game           | 13 maggio 1983  | 15 novembre 1980   |
| 2  | 6  | Scooby marinaio                          | Scooby marinaio                          | Stowaways                            | 17 maggio 1983  | 15 novembre 1980   |
| 3  | 7  | La parola della mummia                   | La parola della mummia                   | Mummy's the Word                     | 11 maggio 1983  | 22 novembre 1980   |
| 3  | 8  | Scooby fa un viaggio inaspettato         | Scooby fa un viaggio inaspettato         | Hang in There, Scooby                | 13 maggio 1983  | 22 novembre 1980   |
| 3  | 9  | Scooby controfigura                      | Scooby controfigura                      | Stuntman Scooby                      | 11 maggio 1983  | 22 novembre 1980   |
| 4  | 10 | Scooby va al circo                       | Scooby acrobata per forza                | Scooby's Three Ding-A-Ling Circus    | 13 maggio 1983  | 29 novembre 1980   |
| 4  | 11 | La fantastica isola preistorica          | Fantastici incontri nella foresta        | Scooby's Fantastic Island            | 18 maggio 1983  | 29 novembre 1980   |
| 4  | 12 | Scooby nell'isola di Long John           | Scooby nell'isola dei pirati             | Long John Scrappy                    | 17 maggio 1983  | 29 novembre 1980   |
| 5  | 13 | Scooby e il toro pauroso                 | Scooby e il toro pauroso                 | Scooby's Bull Fright                 | 17 maggio 1983  | 6 dicembre 1980    |
| 5  | 14 | Scooby nel Far West                      | Scooby nel Far West                      | Scooby Ghosts West                   | 20 maggio 1983  | 6 dicembre 1980    |
| 5  | 15 | Il pasticcio nella giungla               | Un pasticcio nella jungla                | A Bungle in the Jungle               | 18 maggio 1983  | 6 dicembre 1980    |
| 6  | 16 | Il parco dei divertimenti di Scooby      | Il parco dei divertimenti di Scooby      | Scooby's Fun Zone                    | 18 maggio 1983  | 13 dicembre 1980   |
| 6  | 17 | Scooby e la strega                       | Scooby e la strega                       | Swamp Witch                          | 20 maggio 1983  | 13 dicembre 1980   |
| 6  | 18 | Sir Scooby e il cavaliere nero           | Sir Scooby e il cavaliere nero           | Sir Scooby and the Black Knight      | 24 maggio 1983  | 13 dicembre 1980   |
| 7  | 19 | Il museo delle cere                      | Il museo delle cere                      | Waxworld                             | 20 maggio 1983  | 20 dicembre 1980   |
| 7  | 20 | Scooby nel paese delle meraviglie        | Scooby nel paese delle meraviglie        | Scooby in Wonderland                 | 24 maggio 1983  | 20 dicembre 1980   |
| 7  | 21 | Il compleanno di Scrappy                 | Il compleanno di Scrappy                 | Scrappy's Birthday                   | 24 maggio 1983  | 20 dicembre 1980   |
| 8  | 22 | Paura nei mari del sud                   | Paura nei mari del sud                   | South Seas Scare                     | 27 maggio 1983  | 27 dicembre 1980   |
| 8  | 23 | La ragazza svizzera di Scooby            | La ragazza svizzera di Scooby            | Scooby"s Swiss Miss                  | 25 maggio 1983  | 27 dicembre 1980   |
| 8  | 24 | Il mostro dell'Alaska                    | Il mostro dell'Alaska                    | Alaskan King Coward                  | 27 maggio 1983  | 27 dicembre 1980   |
| 9  | 25 | Scooby e il gladiatore                   | Quo vadis Scooby                         | Et Tu, Scoob?                        | 25 maggio 1983  | 3 gennaio 1981     |
| 9  | 26 | Scooby nella palude                      | Scooby battelliere                       | Soggy Bog Scooby                     | 25 maggio 1983  | 3 gennaio 1981     |
| 9  | 27 | Scooby pasticciere                       | Scooby pasticciere                       | Scooby Gumbo                         | 27 maggio 1983  | 3 gennaio 1981     |
| 10 | 28 | Scooby va in orbita                      | Scooby va in orbita                      | Way Out Scooby                       | 31 maggio 1983  | 10 gennaio 1981    |
| 10 | 29 | Scooby superfusto                        | Scooby superfusto                        | Strongman Scooby                     | 31 maggio 1983  | 10 gennaio 1981    |
| 10 | 30 | Gli antenati di Shaggy                   | Gli antenati di Shaggy                   | Moonlight Madness                    | 31 maggio 1983  | 10 gennaio 1981    |
| 11 | 31 | Scooby marmittone                        | Scooby marmittone                        | Dog Tag Scooby                       | 1 giugno 1983   | 17 gennaio 1981    |
| 11 | 32 | Scooby e i mostri di roccia              | Scooby e i mostri di roccia              | Scooby at the Center of the World    | 1 giugno 1983   | 17 gennaio 1981    |
| 11 | 33 | Il mago di Oz                            | Il mago di Oz                            | Scooby's Trip to Ahz                 | 1 giugno 1983   | 17 gennaio 1981    |
| 12 | 34 | Paura all'opera                          | Paura all'opera                          | A Fright At the Opera                | 7 giugno 1983   | 24 gennaio 1981    |
| 12 | 35 | Il ranch dei robot                       | Il ranch dei robot                       | Robot Ranch                          | 8 giugno 1983   | 24 gennaio 1981    |
| 12 | 36 | Le spie improvvisate                     | Spie improvvisate                        | Surprised Spies                      | 8 giugno 1983   | 24 gennaio 1981    |
| 13 | 37 | Scooby e gli invasori dallo spazio       | Scooby e gli invasori dallo spazio       | The Invasion of the Scooby Snatchers | 7 giugno 1983   | 31 gennaio 1981    |
| 13 | 38 | Scooby in India                          | Scooby in India                          | Scooby Dooby Guru                    | 8 giugno 1983   | 31 gennaio 1981    |
| 13 | 39 | Scooby e il bandito                      | Scooby e il bandito                      | Scooby and the Bandit                | 7 giugno 1983   | 31 gennaio 1981    |